# Jeannette Jara
Jeannette Jara, née le 23 avril 1974 à Santiago, est une femme politique chilienne, membre du Parti communiste du Chili (PCCh). Elle est sous-secrétaire à la Prévoyance sociale entre 2016 et 2018, sous la présidence de Michelle Bachelet.
Entre mars 2022 et avril 2025, elle est ministre du Travail et de la Protection sociale au sein du gouvernement Boric. C'est la première ministre du Travail membre du Parti communiste depuis la transition chilienne vers la démocratie. Elle pilote à ce titre plusieurs réformes majeures du gouvernement, notamment la réduction du temps de travail hebdomadaire à 40 heures, l’augmentation du salaire minimum et une réforme des retraites mettant fin au système de capitalisation individuelle hérité de la dictature de Pinochet en introduisant une contribution partagée des entreprises.
Le 8 avril 2025, elle démissionne du ministère du Travail après sa nomination en tant que candidate du Parti communiste chilien à la primaire de la coalition d'Unité pour le Chili, qui rassemble les partis de gauche. Elle remporte ce scrutin avec 60,17% des voix en juin 2025.
Elle devient la candidate unique de la coalition Unité pour le Chili lors de l'élection présidentielle de 2025. C'est la première fois qu'une personnalité communiste porte une coalition de la gauche unie depuis le retour de la démocratie dans les années 1990.

## Biographie

### Parcours universitaire
Jeannette Jara est née en 1974 et a grandi dans un quartier pauvre de la commune de Conchalí, dans la région de la capitale Santiago,. Aînée d’une fratrie de cinq enfants, elle est la fille de Sergio Elías Jara Ulloa, un ouvrier, et de Jeanette del Carmen Román Guzmán, une mère au foyer.
Elle a terminé ses études secondaires au Liceo Isaura Dinator De Guzmán, à Santiago et ses études supérieures en administration publique à la Faculté d'administration et d'économie de l'Université de Santiago du Chili, puis en droit à l'Université centrale du Chili. Plus tard, elle a étudié une maîtrise en gestion et politique publique à l' Université de Santiago du Chili. Issue d'un milieu défavorisé, elle est le premier membre de sa famille à accéder aux études supérieures.
Elle était aussi contrôleuse et enseignante en administration publique à l'Université académique d'humanisme chrétien.
Elle est mariée à Víctor Manuel Gajardo Aguilera et est mère d'un fils.

### Parcours politique

#### Militante et administratrice publique
En 1989, âgée de 14 ans, elle rejoint les Jeunesses communistes du Chili (JJCC) où elle milite pendant dix ans avant d'adhérer en 1999 au Parti communiste, dont elle est membre du Comité central,.
En tant que dirigeante étudiante, elle devient présidente de la Fédération des étudiants de l'Université de Santiago (Feusach) en 1997. Cette année-là, elle a côtoyé l'ancien ministre de l'Intérieur Rodrigo Peñailillo, alors président de la Fédération Universitaire Bío Bío.
Après avoir obtenu son diplôme d'administratrice publique, elle travaille à l'Internal Revenue Service (SII), où elle est restée comme travailleuse de base, et en 1999 en tant qu'inspectrice.
Elle a également été dirigeante syndicale de l'Association des Inspecteurs du SII (AFIICH). Au sein de l'organisation, elle avait des liens étroits avec un autre dirigeant syndical communiste et président de l'Association nationale des employés fiscaux (ANEF), Carlos Insunza.

#### Sous-secrétaire au bien-être social (2016-2018)

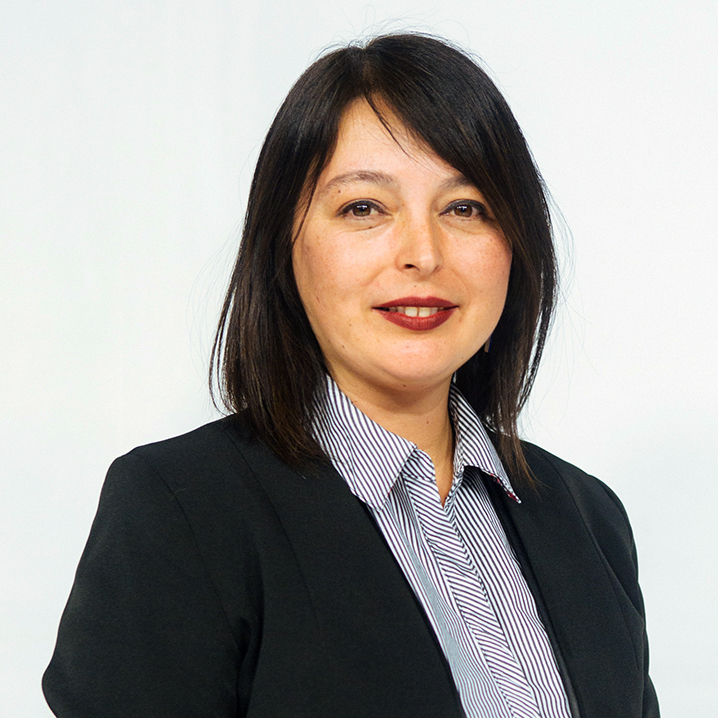
Jeannette Jara, sous-secrétaire au bien-être social en 2016.

Au cours du deuxième gouvernement de la présidente Michelle Bachelet, elle est chef de cabinet de la sous-secrétaire d'État aux Affaires sociales, Julia Urquieta, et plus tard au ministère du Développement social. Elle était également inspectrice des impôts pour le Service de Revenu Interne.
Jeannette Jara est nommée sous-secrétaire à la Protection sociale dans le gouvernement de Michelle Bachelet en novembre 2016 et jusqu'à la fin du gouvernement en 2018.

#### Avocate et enseignante (2018-2021)
Après le gouvernement, elle exerce la profession d'avocate et devient en même temps enseignante à l'Université de Santiago. À partir de 2019, elle rédige également une maîtrise en gestion publique au sein de la même université.
Aux élections municipales de 2021, elle est candidate à la mairie de Conchalí avec le Parti communiste du Chili et la coalition Chile Digno (es), mais elle est battue par le maire sortant René de la Vega (es).
De juillet 2021 à mars 2022, elle est administratrice municipale de la ville de Santiago auprès de la jeune maire communiste Irací Hassler.

#### Ministre du Travail et de la Protection sociale (2022)
Le 21 janvier 2022, le président élu, Gabriel Boric, annonce la nomination de Jeannette Jara en tant que ministre du Travail et de la Protection sociale ; c'est la première ministre du Travail nommée et membre du Parti communiste depuis la transition chilienne vers la démocratie. Le dernier communiste à ce portefeuille était Jorge Godoy Godoy sous la présidence de Salvador Allende. Elle prend ses fonctions comme ministre le 11 mars 2022.
Décrite comme « pragmatique et tenace », elle s’appuie sur le dialogue social plutôt que sur la confrontation avec la droite et le patronat pour faire avancer des réformes sociales. Bénéficiant d'une image positive, elle a orchestré le dialogue avec les partenaires sociaux sur la réduction du temps de travail hebdomadaire, de 45 heures à 40 heures. Elle est à l'initiative d'une revalorisation du salaire minimum de 350 000 pesos à 539 000 pesos (de 320 à 500 euros), un montant qu'elle juge encore insuffisant,. Elle fait adopter début 2025 une réforme du système de retraites introduisant une contribution partagée des entreprises, dans un pays où prévalait la capitalisation individuelle privée et obligatoire, un système bâti sous la dictature d'Augusto Pinochet. Elle souhaite aussi créer une cotisation patronale et augmenter le montant des retraites modestes, le quart des pensions étant inférieur au seuil de pauvreté.

#### Candidate de la gauche à l'élection présidentielle de 2025
Le 29 juin 2025, Jeannette Jara remporte avec 60 % des suffrages la primaire de la coalition de gauche qu'elle conduira lors de l'élection présidentielle de novembre,. Elle déjoue ainsi les sondages, devançant de 30 points Carolina Tohá, ancienne ministre de l’Intérieur du gouvernement Boric et candidate sociale-démocrate, longtemps favorite. Cette victoire marque un tournant historique pour le PCCh, qui ne s'était présenté que deux fois auparavant à une élection présidentielle. Son programme est orienté vers les réformes sociales, notamment l'instauration d'un salaire « vital » de 750 000 pesos, et s'appuie sur son bilan en tant que ministre du Travail.

## Résultats électoraux

### Élection présidentielle
| Année | Coalition | Coalition | Parti | 1er tour | 1er tour | 1er tour |
| Année | Coalition | Coalition | Parti | Voix     | %        | Rang     |
| ----- | --------- | --------- | ----- | -------- | -------- | -------- |
| 2025  |           | UdC       | PCCh  |          |          |          |

### Élections municipales
| Année | Coalition | Coalition | Parti | Commune  | Tour unique | Tour unique | Tour unique |
| Année | Coalition | Coalition | Parti | Commune  | Voix        | %           | Rang        |
| ----- | --------- | --------- | ----- | -------- | ----------- | ----------- | ----------- |
| 2021  |           | ChD (es)  | PCCh  | Conchali | 8 994       | 18,78       | 2e          |